# Liste des saints coptes
Les historiens de l’Église primitive, les écrivains et les pères ont témoigné des nombreux martyrs coptes. Tertullien, un avocat nord-africain du IIIe siècle, a écrit : « Si les martyrs du monde entier étaient mis sur un bras de la balance et les martyrs d'Égypte sur l'autre, la balance pencherait en faveur des coptes. ». Malgré les périodes de martyre et de persécution, le nombre de croyants a continué à croître et la vie des martyrs a inspiré de nombreuses personnes à la foi chrétienne.
Ce qui suit est une liste de saints commémorés par l'Église copte orthodoxe d'Alexandrie. La majorité des saints viennent d'Égypte et sont vénérés dans tout le christianisme.
- Haut – A
- B
- C
- D
- E
- F
- G
- H
- I
- J
- K
- L
- M
- N
- O
- P
- Q
- R
- S
- T
- U
- V
- W
- X
- Y
- Z

## Liste alphabétique des saints chrétiens de l'Église copte orthodoxe d'Alexandrie

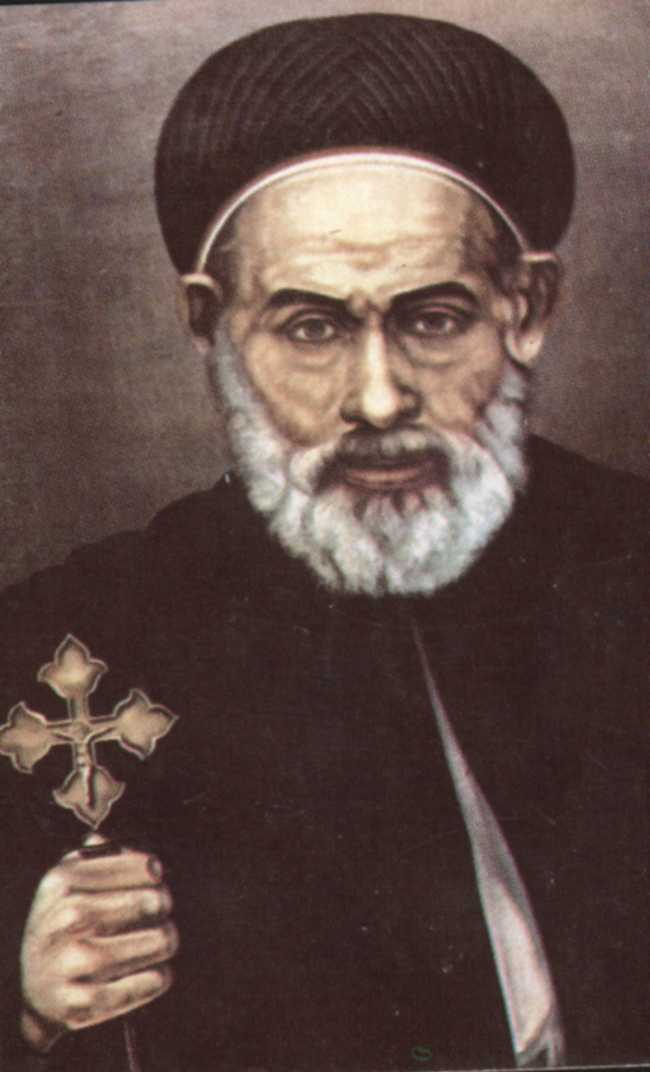
Saint Abraham

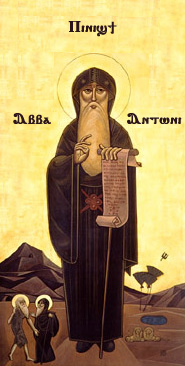
Saint Antoine le Grand

Saint Athanase l'Apostolique

- Aaron, le grand prêtre et frère de Moïse
- Ababius, moine de Scètes
- Abadiu, évêque et martyr d'Ansena
- Abakir, Jean, les 3 Vierges et leur Mère, martyrs d'Alexandrie
- Abakragoun, martyr
- Abāmūn de Tarnūt, martyr
- Abāmūn de Tukh, martyr
- Abanoub, l'enfant martyr
- Abanoub, confesseur
- Abanoub de L'Éventail d'Or
- Abaskhayroun, le soldat, martyr de Qallin
- Abdel Messih El-Habashi, moine éthiopien du monastère de Paromeos
- Abdel Messih El-Makari, moine du XXe siècle du monastère Saint-Marcaire
- Abdias, l'un des douze prophètes mineurs
- Abib et Apollon, moines d'Akhmim du IVe siècle
- Abraham, abbé du monastère d'El-Muharraq, évêque du Fayoum et de Gizeh, connu pour son dévouement envers les pauvres
- Abraam Anba Samuel, abbé du monastère Saint-Thomas l'Anachorète
- Abraham et George, moines du VIIe siècle du monastère de Saint-Marcaire
- Abraham, moine du IVe siècle et ermite de Minuf
- Abraham, moine de Scetes du IVe siècle
- Abraham, abbé du monastère de Saint-Phoibammon au VIe siècle et 14e évêque d'Hermonthis
- Abraham de Farshut, abbé du VIe siècle
- Abraham, le 62e pape d'Alexandrie
- Abraham, le pauvre, le simple, moine
- Abraham, le prophète
- Abratacus (fête le 16 avril)[1]
- Acacius, évêque de Jérusalem
- Acace, patriarche de Constantinople
- Achillas, moine du IVe au Ve siècle
- Achille, 18e pape d'Alexandrie
- Esculape et Dioscore, ascètes du IVe siècle et martyrs d'Akhmim
- Agabus, l'un des soixante-dix disciples
- Agathon, le 39e pape d'Alexandrie
- Agathon, Pierre, Jean, Amon, Amuna et leur mère Rebecca, martyrs du IVe siècle de Qus
- Agathon, le stylite a passé dix ans à scété et cinquante ans dans la solitude sur un pilier
- Agrippin, 10e pape d'Alexandrie
- Alexandre, évêque de Jérusalem
- Alexandre Ier, 19e pape d'Alexandrie
- Alexandre II, le 43e pape d'Alexandrie
- Ambroise, théologien et confesseur
- Ammonius, évêque d'Esna, martyr
- Ammonius, fondateur du monastère des Martyrs
- Ammonius de Kellia, disciple de saint Pambo de Scètes
- Amos, l'un des douze prophètes mineurs
- Amon, anachorète et évêque de Scètes
- Anna Simone (Anasimon), la reine des anachorètes
- Anastasia, martyre
- Anastasia la Patricienne
- Anastase, le 36e pape d'Alexandrie
- André, l'apôtre et frère de saint Pierre
- Andrianus, le martyr
- Andronicus, le 37e pape d'Alexandrie
- Anianus, le 2e pape d'Alexandrie
- Anne (Hannah), la mère de la Théotokos
- Antoine le Grand, père du monachisme
- Apakir
- Apali, martyr et fils de saint Juste et de sainte Théoclie
- Apollonia, vierge martyre
- Apollon de Bawit, originaire d'Akhmim, fondateur du monastère de Saint-Apollon à Bawit
- Apollos
- Apraxios, originaire de Haute-Égypte, devint moine à vingt ans et vécut jusqu'à soixante-dix ans.
- Archilède
- Ari, prêtre de Shatanouf
- Arianus, gouverneur d'Ansena qui s'est repenti après avoir martyrisé de nombreux chrétiens[2]
- Aristobule, l'un des soixante-dix apôtres
- Arsène, esclave de Saint-Sousnyous
- Arsène, tuteur d'Arcadius et Honorius, fils de l'empereur Théodose le Grand
- Athanase, métropolite de Beni Suef et d'El-Bahnasa
- Athanase Ier, l'Apostolique, 20e pape d'Alexandrie
- Athanase II, 28e pape d'Alexandrie
- Athanase III, le 76e pape d'Alexandrie
- Athanase et sa sœur Irène, martyrs
- Athénagoras, l'Athénien, apologiste et philosophe
- Avghanistos, martyr et soldat du martyr saint Arianus Le gouverneur d'Ansena
- Avilius, le 3e pape d'Alexandrie
- Awgin, père du monachisme en Mésopotamie

### B
- Babnuda, l'anachorète, martyr
- Balamon, l'anachorète
- Barbara et Juliana, martyres

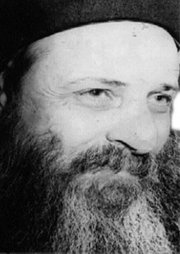
Saint-Bishoy Kamel

- Barsanuphius, moine, martyr pendant l'occupation islamique de l'Égypte
- Barsauma, le père de l'ascétisme[3]
- Barnabas, l'un des soixante-dix apôtres
- Barthélemy, l'un des douze apôtres
- Bashnouna, moine, martyr lors de l'occupation islamique de l'Egypte en 1164
- Basile, évêque de Césarée
- Basilide et Potamiana, martyrs
- Basilissa, l'enfant martyre
- Basile, métropolite de Jérusalem
- Basin et ses enfants
- Benjamin Ier, le 38e pape d'Alexandrie
- Benjamin II, le 82e pape d'Alexandrie
- Bessarion, disciple de saint Antoine le Grand et plus tard de saint Macaire le Grand
- Bisada, le prêtre, martyr
- Bishoy de Nitrie, l'homme juste et parfait, le bien-aimé de notre bon sauveur, l'étoile du désert
- Bishoy Kamel, l'hégumène
- Butamina, la vierge chaste, martyre

### C

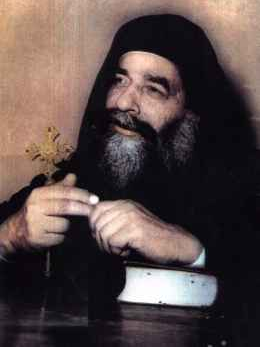
Saint Cyrille VI

- Candidus, commandant de la Légion thébaine
- Cassius et Florentius, membres de la Légion thébaine
- Catherine d'Alexandrie, vierge martyre
- Céladion, 9e pape d'Alexandrie
- Chiaffredo, membre de la Légion thébaine
- Christoldoulos, le 66e pape d'Alexandrie
- Chrysanthus et Daria, martyrs
- Clément d'Alexandrie, 5e doyen de l'École catéchétique d'Alexandrie
- Cléopas, apôtre et évêque de Jérusalem
- Cléopâtre
- Colluthus, d'Antinoöpolis, martyr
- Constantin, empereur de l'Empire romain
- Côme Ier, le 44e pape d'Alexandrie
- Cosmas II, le 54e pape d'Alexandrie
- Cosmas III, le 58e pape d'Alexandrie
- Côme et Damien, martyrs
- Cyprien et Justina, martyrs
- Cyracuse et Juliette
- Cyrille, évêque de Jérusalem
- Cyrille Ier, le 24e pape d'Alexandrie
- Cyrille II, le 67e pape d'Alexandrie
- Cyrille III, le 75e pape d'Alexandrie
- Cyrille IV, le 110e pape d'Alexandrie
- Cyrille V, le 112e pape d'Alexandrie
- Cyrille VI, le 116e pape d'Alexandrie
- Cyr et Jean, médecins non mercenaires, faiseurs de miracles, martyrs

### D
- Dabamon

- Damien, le 35e pape d'Alexandrie
- Daniel, l'hégumène de Scètes au VIe siècle
- Daniel, le prophète

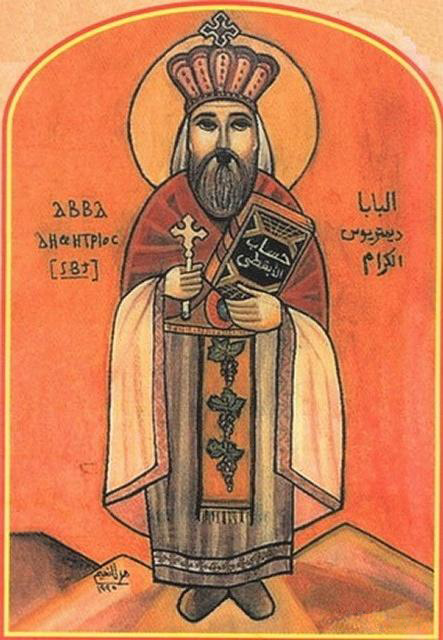
Saint Démétrius

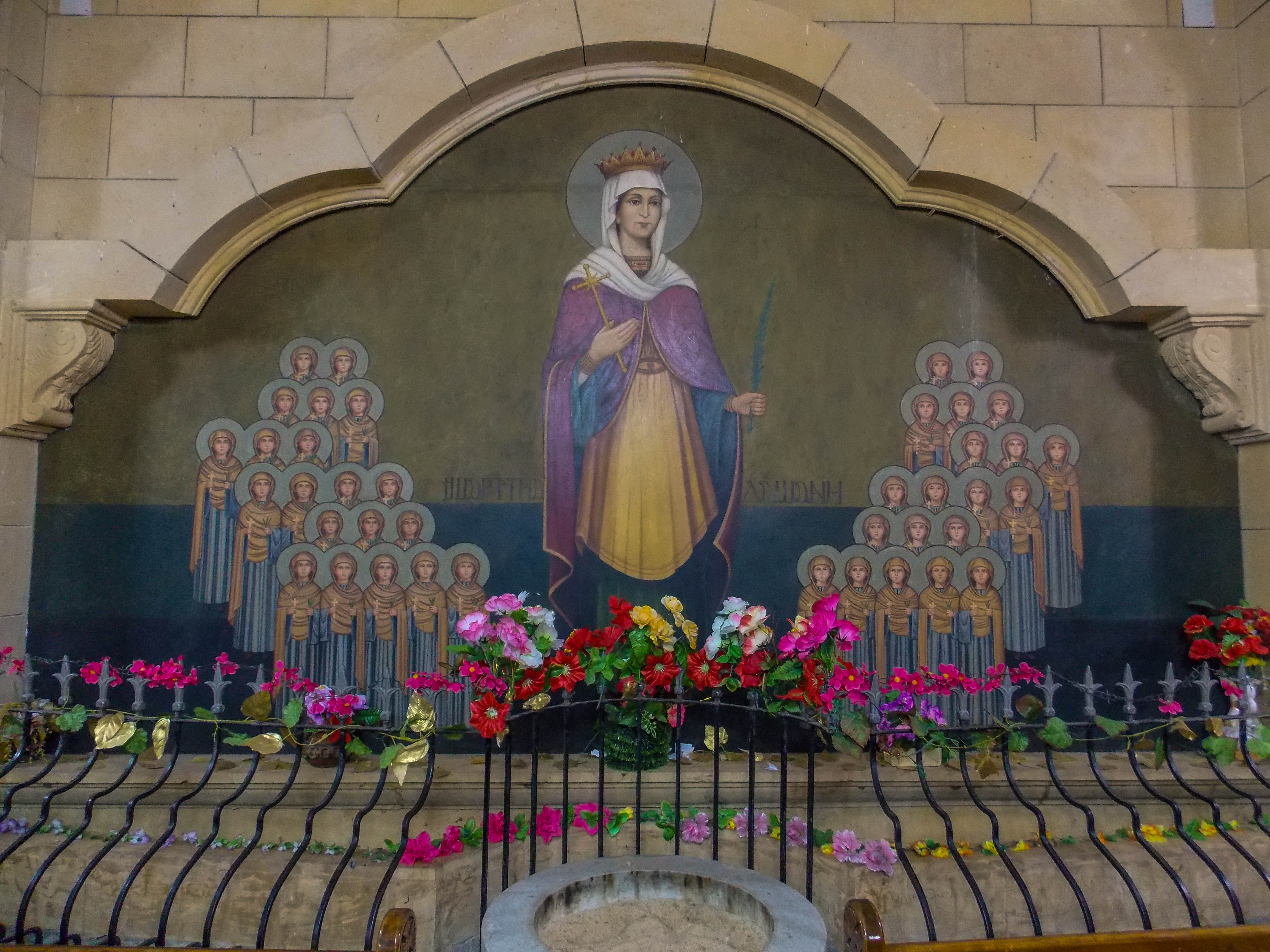
Sainte Demiana et les 40 vierges

- Dasya, le soldat, martyr du IIIe siècle originaire de Tanda
- David, le prophète et roi
- Démétrius Ier, le 12e pape d'Alexandrie
- Démétrius II, le 111e pape d'Alexandrie
- Demiana et les 40 vierges,
- Didyme l'Aveugle, 15e doyen de l'École catéchétique d'Alexandrie
- Denys, le 14e pape d'Alexandrie
- Dioscore Ier, 25e pape d'Alexandrie
- Dioscore II, le 31e pape d'Alexandrie
- Dorothée d'Alexandrie, vierge martyre

### E
- Elie et quatre compagnons, martyrs
- Élie, le prophète
- Elisa, l'anachorète
- Élisée, le prophète
- Elizabeth, la mère de Jean-Baptiste
- Éphrem le syriaque[4]
- Épimaque de Péluse, martyr
- Épiphane de Salamine, évêque de Chypre, a passé la majeure partie de sa vie monastique en Égypte
- Éraste, l'apôtre
- Esther, reine de Perse
- Esther d'Akhmim, martyre
- Eudoxie, martyre
- Eugène, Eugandre et Abilandius
- Eumène, 7e pape d'Alexandrie
- Euphrasie, la vierge, s'installe en Égypte pour rejoindre un monastère de moniales près d'Alexandrie.
- Eusèbe, l'historien, évêque de Césarée
- Eusigne, le soldat, martyr
- Eutychus, le disciple de saint Jean l'Évangéliste
- Ezéchiel, le prophète
- Ezéchiel, l'anachorète, disciple de saint Paul de Tamouh

### F
- Faltaous, martyr

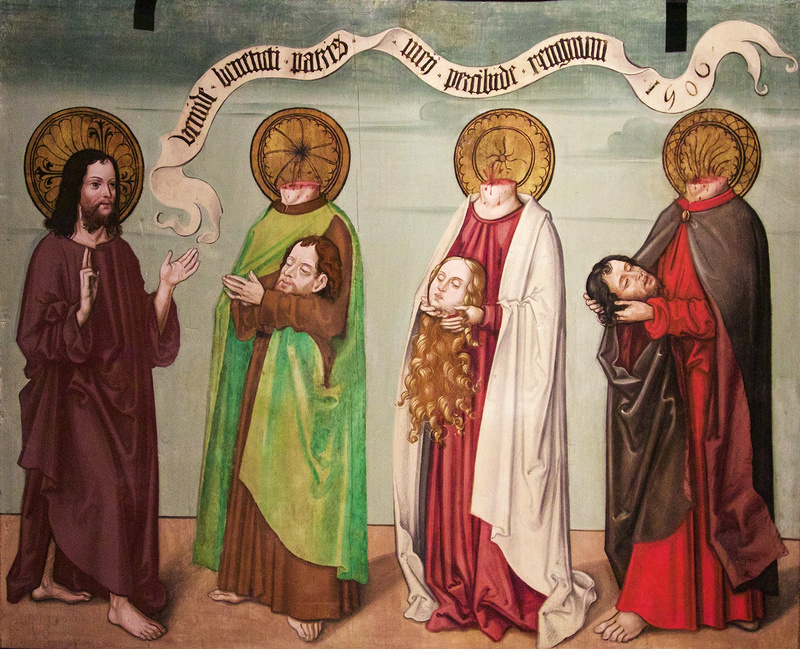
Sts. Félix, Regula, Exuperantius

- Faltaous El-Souriani, l'aigle du désert, moine du XXIe siècle
- Fana, l'ermite, fondateur du monastère de Sainte Fana
- Faustus, Abibus et Denys d'Alexandrie, martyrs
- Febronia, l'ascète, vierge, martyre
- Félix le pape de Rome[5]
- Félix et Regula, membres de la Légion thébaine
- Freig (Tegi ou Ruwais), égyptien du XVe siècle

### G
- Gabriel Ier, le 57e pape d'Alexandrie
- Gabriel II, le 70e pape d'Alexandrie
- Gabriel III, le 78e pape d'Alexandrie
- Gabriel IV, le 86e pape d'Alexandrie
- Gabriel V, le 88e pape d'Alexandrie
- Gabriel VI, le 91e pape d'Alexandrie
- Gabriel VII, le 95e pape d'Alexandrie
- Gabriel VIII, le 97e pape d'Alexandrie

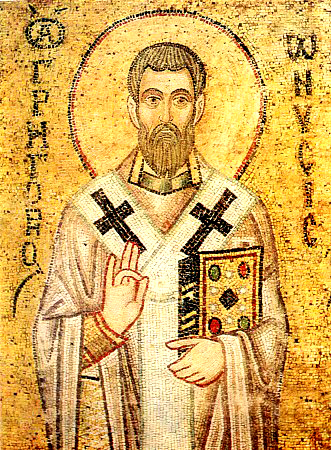
Saint Grégoire de Nysse

- Gabriel Abdel El-Metgaly, évêque et martyr
- Gallicanus, évêque de Péluse, martyr
- Gallicanus, martyr
- Gélase, moine de Shiheet
- Georges, l'ascète
- Georges, le prince des martyrs
- Georges d'Alexandrie, martyr
- Georges El Mozahem, martyr lors de l'occupation islamique de l'Égypte en 969
- Georges le nouveau martyr
- Géréon, membre de la Légion thébaine
- Ghalion, l'anachorète
- Gédéon, l'un des juges d'Israël
- Grégoire, l'ascète
- Grégoire, l'enlumineur, patriarche d'Arménie
- Grégoire, théologien, évêque de Nysse, frère de saint Basile le Grand
- Grégoire, le faiseur de miracles, évêque de Néocésarée
- Georges, évêque d'Assiout, martyr

### H

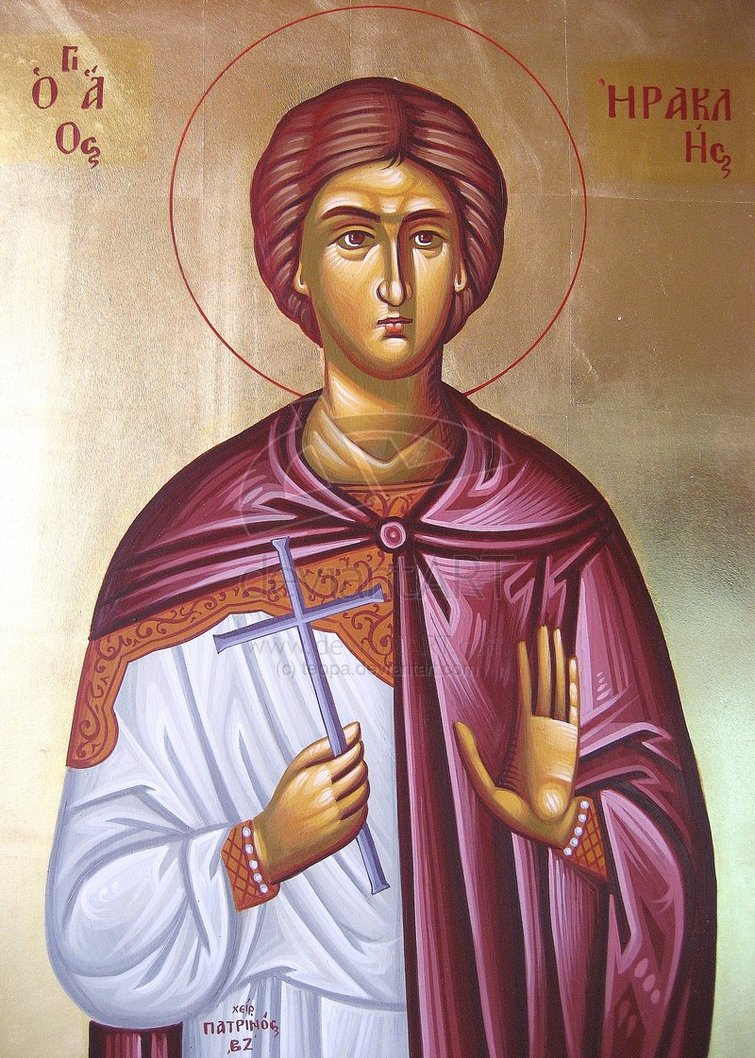
Saint Héraclas

- Habacuc, l'un des douze prophètes mineurs
- Habib Girgis, doyen de l'École catéchétique d'Alexandrie
- Hadid, le prêtre
- Aggée, l'un des douze prophètes mineurs
- Hannah, la prophétesse, mère de Samuel le prophète
- Hedra, l'anachorète, évêque d'Assouan
- Hélène, impératrice, mère de Constantin, construisit de nombreuses églises en Égypte
- Hépatius, évêque de Gangra
- Héraclas, 13e pape d'Alexandrie
- Héraclide, le martyr
- Hermina, l'anachorète
- Ézéchias, le roi
- Hilaria, fille de l'empereur Zénon, vivait déguisée en moine
- Hilarion, l'anachorète de Palestine
- Hor, l'ascète, disciple de saint Pacôme
- Hor, Besoy et Daydara, martyr
- Hor et Susia et leurs enfants, et Agathon l'ermite, martyrs à Tamouh
- Hour et sa mère Théodora, martyrs
- Heure El-Siriakousy, martyre

### I
- Ibrahim, l'anachorète

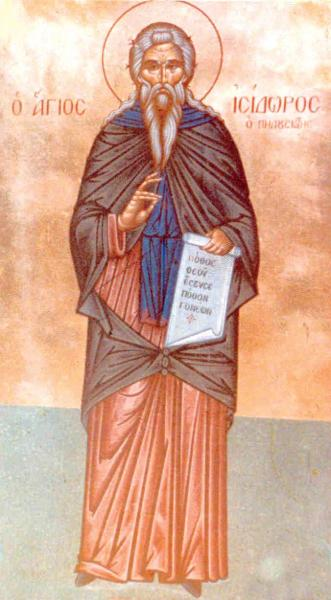
Saint Isidore de Péluse

- Ibrahim El-Gohary, ancien Premier ministre égyptien, a construit de nombreuses églises
- Ignace, patriarche d'Antioche, martyr
- Irène, fille d'un roi païen
- Irini, abbesse du couvent Saint-Mercure du Vieux Caire
- Isaac, le 41e pape d'Alexandrie
- Isaac de Hourin
- Isaac de Ninive (c'est-à-dire Isaac le Syrien)
- Isaac de Scètes, le disciple de saint Apollon
- Isaac de Tiphré
- Isaac, l'ermite
- Isaac, le prêtre d'El-Qalali
- Isaïe, le prophète
- Isidore, ami de Sina le soldat, martyr
- Isidore de Scété (mort vers 390) prêtre égyptien et ascète du désert
- Isidore de Péluse, ascète et érudit, parent de Théophile d'Alexandrie et de Cyrille d'Alexandrie, père de confession de Moïse le Noir

### J.
- Pape Jacob d'Alexandrie, le 50e pape d'Alexandrie

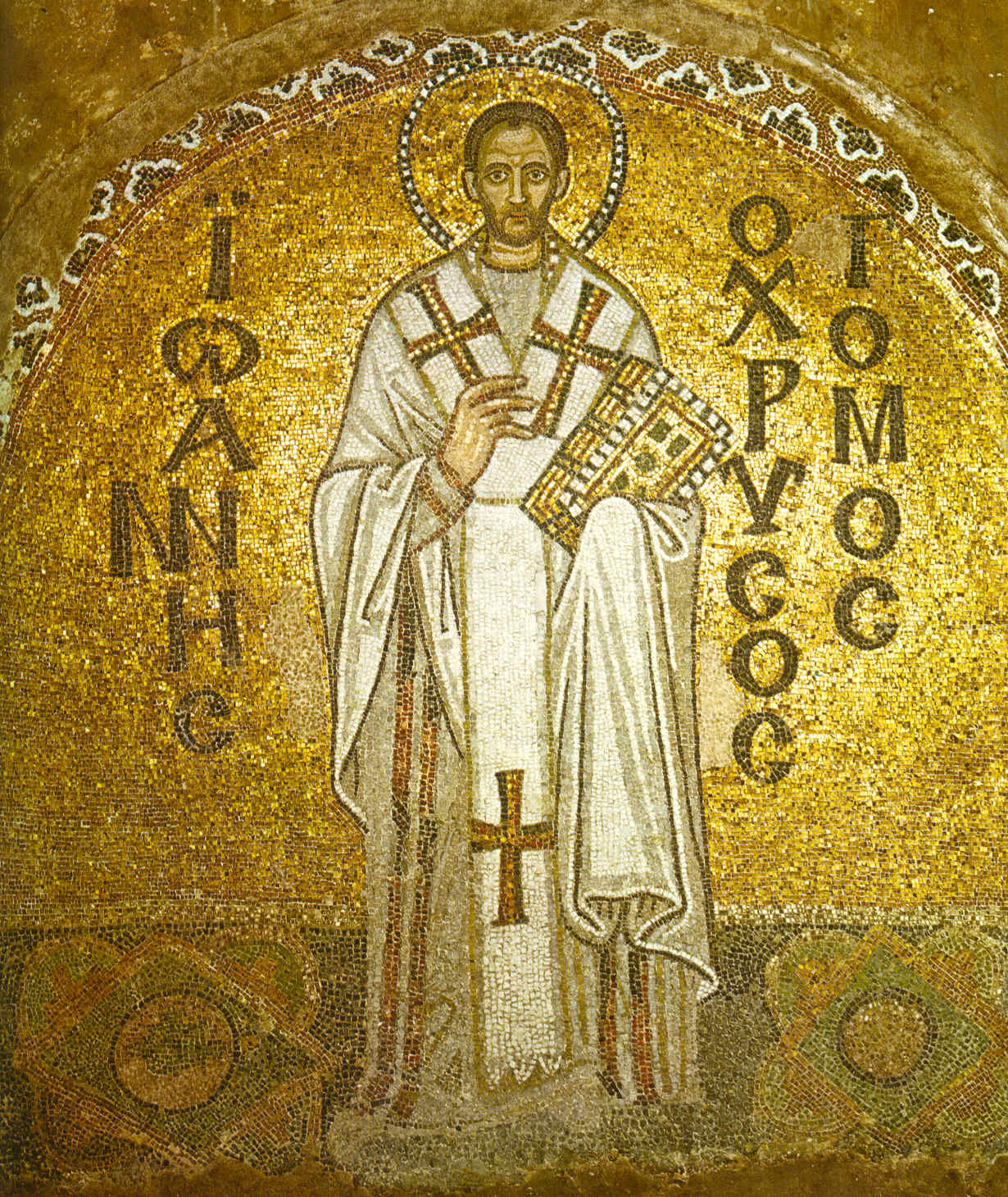
Saint Jean Chrysostome

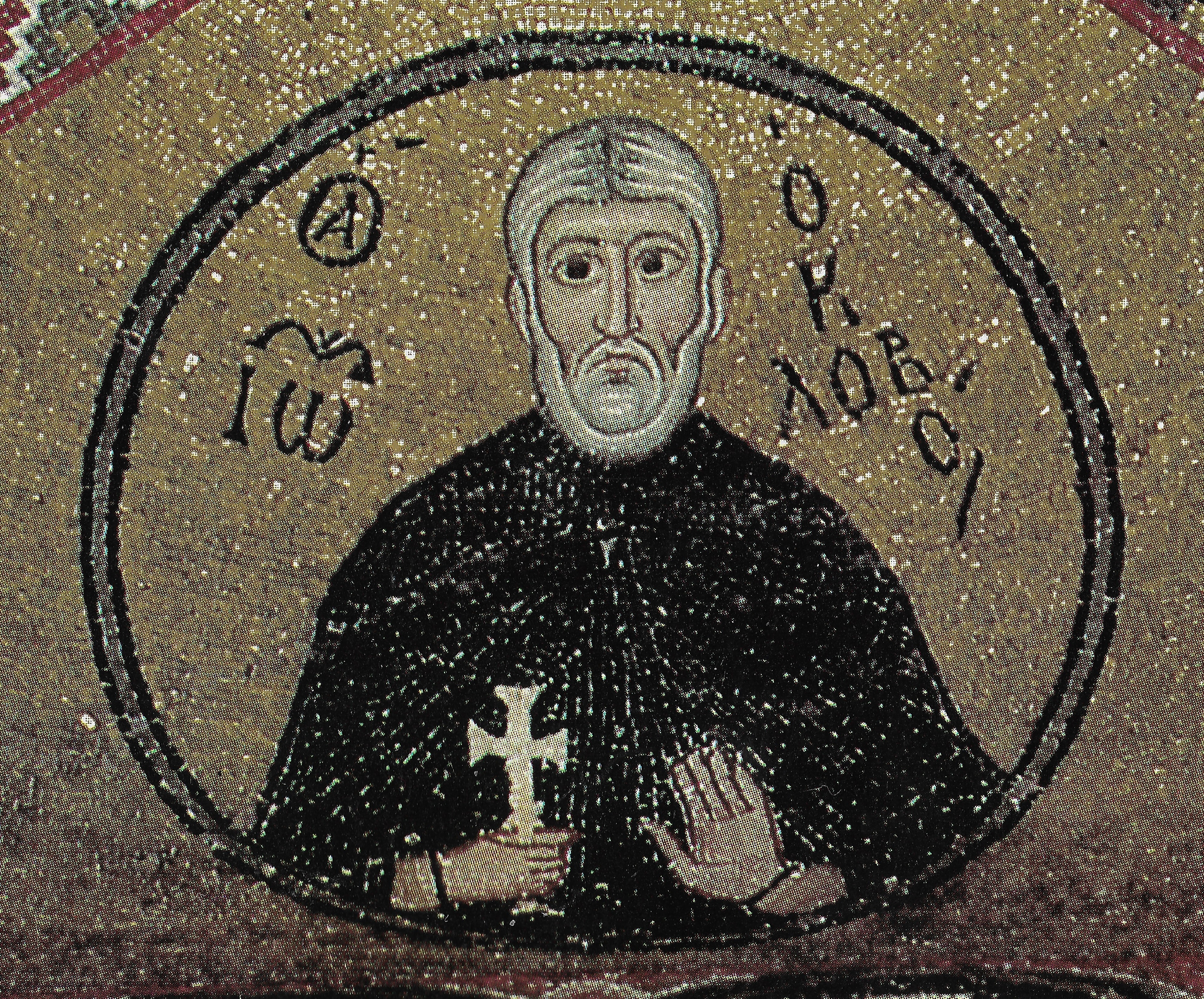
Saint Jean Colobos

- Jacob de Nisibis, évêque de Nisibis, père spirituel de saint Éphrem le Syrien
- Jacob de Serugh, la flûte du Saint-Esprit
- Jacques, apôtre et martyr, frère de l'apôtre Jean
- Jacques, apôtre et martyr, fils d'Alphée
- Jacques, l'ascète
- Jacques, évêque du Caire
- Jacques de Manug
- Jacques, évêque de Jérusalem
- Jérémie, le prophète
- Jérôme, prêtre, théologien et historien
- Joachim, le grand-père du Christ
- Joël, l'un des douze prophètes mineurs
- Jean Ier, 29e pape d'Alexandrie
- Jean II, 30e pape d'Alexandrie
- Jean III, 40e pape d'Alexandrie
- Jean IV, 48e pape d'Alexandrie
- Jean V, le 72e pape d'Alexandrie
- Jean VI, 74e pape d'Alexandrie
- Jean VII, 77e pape d'Alexandrie
- Jean VIII, le 80e pape d'Alexandrie
- Jean IX, le 81e pape d'Alexandrie
- Jean X, le 85e pape d'Alexandrie
- Jean XI, le 89e pape d'Alexandrie
- Jean XII, le 93e pape d'Alexandrie
- Jean XIII, le 94e pape d'Alexandrie
- Jean XIV, le 96e pape d'Alexandrie
- Jean XV, 99e pape d'Alexandrie
- Jean XVI, 103e pape d'Alexandrie
- Jean XVII, 105e pape d'Alexandrie
- Jean XVIII, 107e pape d'Alexandrie
- Jean XIX, 113e pape d'Alexandrie
- Jean, hégumène de Scètes du VIIe siècle
- Jean, le précurseur, baptiste et martyr
- Jean, évêque d'El-Borollos, qui rassembla le Synaxaire
- Jean, évêque de Nikiu
- Jean, l'évangéliste
- Jean Chrysostome, le moine à la bouche d'or
- John Colobos, le petit, l'un des pères du désert
- Jean d'Egypte, l'anachorète
- John Kame, le prêtre
- Jean de Patmos, l'auteur du Livre de l'Apocalypse
- Jean de Senhout, martyr
- Jean de Qalyub, moine du monastère de Saint-Bishoy et martyr
- Jonas, l'un des douze prophètes mineurs
- Joseph, le 52e pape d'Alexandrie
- Joseph II, le 115e pape d'Alexandrie
- Julien, le 11e pape d'Alexandrie
- Juliette, martyre
- Jules d'Aqfahs, martyr et auteur de la biographie des martyrs
- Justus, le 6e pape d'Alexandrie
- Justus, disciple de saint Samuel le Confesseur
- Justus, martyr, époux de sainte Théoclie et père de sainte Apali

### K
- Karas, l'anachorète de Scetes, frère de l'empereur Théodose le Grand
- Karas, premier évêque des États-Unis
- Kaou, martyr
- Keriakos, l'anachorète
- Kedron, 4e pape d'Alexandrie
- Kloug, médecin, ascète, prêtre et martyr
- Martyrs de Kosheh, martyrs pendant l'occupation islamique de l'Égypte en 2000

### L
- Latsoun, l'anachorète, originaire d'El Bahnasa
- Lazare de Béthanie, le bien-aimé du Seigneur
- Lazare, Salomi, sa femme et leurs enfants, martyrs
- Léonide d'Alexandrie, martyr, père d'Origène
- Longin, abbé du monastère d'Ennaton à Alexandrie
- Longin, soldat romain qui transperça Jésus-Christ au côté sur la croix
- Lucas Ier, évêque de Manfalut et Abnub
- Lucas II, évêque de Manfalut et Abnub
- Lucilianus et quatre autres avec lui.
- Luc, l'un des quatre évangélistes

### M
- Macaire Ier, le 59e pape d'Alexandrie
- Macaire II, 69e pape d'Alexandrie
- Macaire III, 114e pape d'Alexandrie

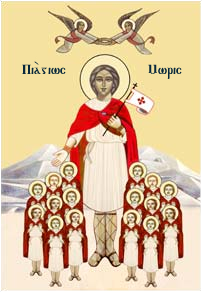
Saint-Maurice

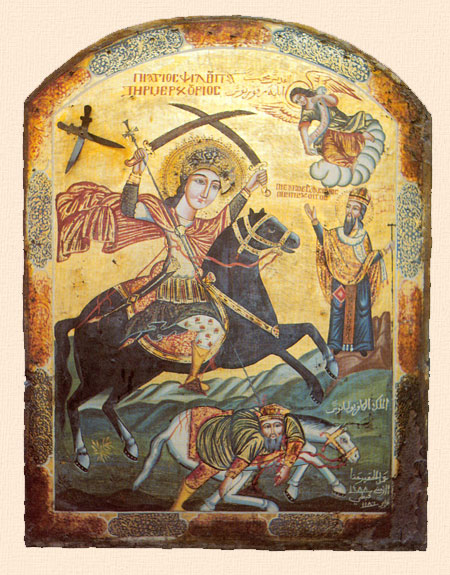
Saint Mercure

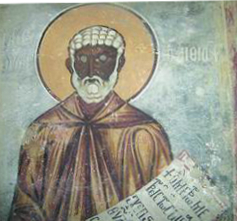
Saint Moïse le Noir

- Macaire d'Alexandrie, abbé des monastères coptes
- Macaire, évêque d'Edkow (Tkoou), martyr
- Macaire d'Egypte, lampe du désert, fondateur de plusieurs monastères, dont le monastère Saint-Macaire
- Malachie, l'un des douze prophètes mineurs
- Malati, martyr pendant l'occupation islamique de l'Égypte en 1803
- Marina, le moine
- Marc Ier, apôtre, évangéliste, martyr, auteur de l'Évangile de Marc et premier pape d'Alexandrie
- Marc II, le 49e pape d'Alexandrie
- Marc III, le 73e pape d'Alexandrie
- Marc IV, le 84e pape d'Alexandrie
- Marc V, le 98e pape d'Alexandrie
- Marc VI, le 101e pape d'Alexandrie
- Marc VII, le 106e pape d'Alexandrie
- Marc VIII, le 108e pape d'Alexandrie
- Markianos, le 8e pape d'Alexandrie
- Marthe d'Egypte, ancienne prostituée, elle devint ascète et vécut 25 ans dans le désert
- Marie, l'ascète, l'enfermée
- Marie d'Egypte, l'anachorète
- Marie-Madeleine
- Marguerite la Vierge, vierge martyre et vainqueur des démons
- Martyrs Maspero, tués par les frères musulmans en 2011
- Matra, martyre d'Alexandrie
- Matruna, la martyre
- Matthieu, l'apôtre, évangéliste et martyr
- Matthieu Ier, le 87e pape d'Alexandrie
- Matthieu II, le 90e pape d'Alexandrie
- Matthieu III, le 100e pape d'Alexandrie
- Matthieu IV, le 102e pape d'Alexandrie
- Matthieu le Pauvre, moine, théologien et auteur de 181 livres du XXe siècle
- Matthias, apôtre
- Saint-Maurice, commandant de la Légion thébaine
- Maxime, le 15e pape d'Alexandrie
- Maxime et Domatius, moines du monastère de Paroméos, disciples de Macaire d'Egypte
- Melitina, la vierge et martyre
- Ménas, le martyr et faiseur de miracles
- Ménas, d'Akhmim, moine et martyr pendant l'occupation islamique de l'Égypte
- Mercure, le Saint aux deux épées
- Mercurius et Ephrem, moines, martyrs
- Memnon, faiseur de miracles et saint
- Michée, l'un des douze prophètes mineurs
- Michael, évêque de Naqadah
- Michel Ier, le 46e pape d'Alexandrie
- Michel II, le 53e pape d'Alexandrie
- Michel III, le 56e pape d'Alexandrie
- Michel IV, le 68e pape d'Alexandrie
- Michel V, le 71e pape d'Alexandrie
- Michel VI, le 92e pape d'Alexandrie
- Michael at-Tukhi, martyr pendant l'occupation islamique de l'Égypte en 1837
- Mikhaïl Ibrahim, le prêtre
- Mikhaïl, métropolite d'Assiout
- Mina Ava-Mina, évêque et premier abbé du monastère de Sainte-Mina, disciple de saint Cyrille VI
- Mina, évêque de Tamai (Thmoui)
- Mina Ier, le 47e pape d'Alexandrie
- Mina II, le 61e pape d'Alexandrie
- Misaël, l'anachorète du monastère de Saint-Samuel le Confesseur
- Mohrael, enfant martyr
- Moisis (Moïse), évêque d'Ouseem
- Moura, martyre
- Moïse, le prophète, ancien prince d'Egypte
- Moïse le Noir, le fort, autrefois voleur, se convertit et rejoignit les moines sous Saint Isidore dans le Wadi el-Natroun
- Mousa, l'anachorète

### N
- Martyrs de Nag Hammadi
- Nahum, l'un des douze prophètes mineurs
- Narcisse, évêque de Jérusalem
- Nehroua du Fayoum, martyre
- Nicanor, l'un des sept diacres
- Nicolas, évêque de Myre
- Nil du Sinaï
- Noub, le confesseur

### O
- Olaghi, l'anachorète

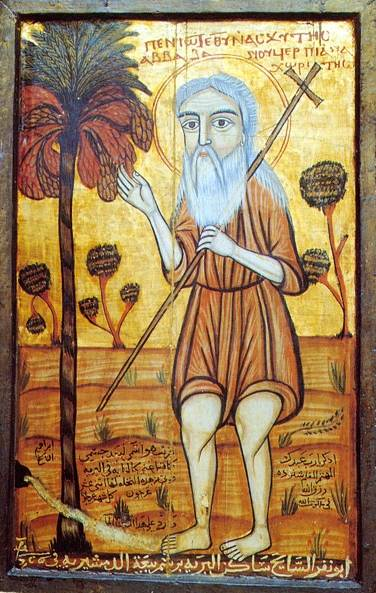
Saint Onuphrius l'Anachorète

- Onésime, le disciple de saint Paul
- Onésiphore, l'un des soixante-dix apôtres
- Onuphrius, l'anachorète, l'un des pères du désert (également appelé Abba Nofer)
- Osée, l'un des douze prophètes mineurs
- Otimus, le prêtre
- Ou, l'évêque

### P.

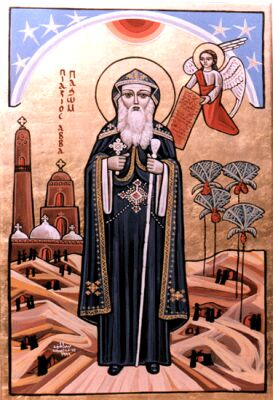
Saint-Pacôme

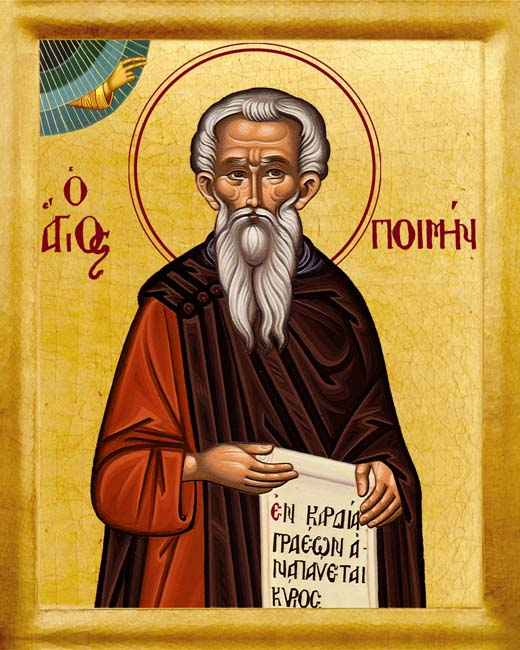
Saint-Poémen

- Pakhom, le père du monachisme cénobitique (c'est-à-dire de la Koinonia)
- Pa'esia (Athanasie) de Minuf
- Pambon, l'un des pères du désert
- Pantène, 4e doyen de l'École catéchétique d'Alexandrie
- Pantaléon, le médecin et martyr
- Paphnuce, évêque du Xe siècle
- Paphnuce, l'anachorète, disciple de saint Macaire d'Egypte
- Paphnuce, évêque de Thébaïde
- Philomène, Vierge, Martyre
- Parsoma, le "nu"
- Patapios, Père du Désert, Ermite
- Paul, l'apôtre
- Paul de Tamouh, ermite du IVe siècle
- Paul de Thèbes, le premier anachorète, le premier ermite
- Paul le Simple, disciple d'Antoine le Grand
- Pierre, le frère de l'apôtre André
- Pierre Ier, 17e pape d'Alexandrie
- Pierre II, le 21e pape d'Alexandrie
- Pierre III, le 27e pape d'Alexandrie
- Pierre IV, le 34e pape d'Alexandrie
- Pierre V, le 82e pape d'Alexandrie
- Pierre VI, le 104e pape d'Alexandrie
- Pierre VII, le 109e pape d'Alexandrie
- Peter Elrahawy, évêque de Gaza
- Philémon, le prêtre
- Philippe, l'un des douze apôtres
- Philippe, l'un des sept diacres
- Philogonus, patriarche d'Antioche
- Philothéos, le 63e pape d'Alexandrie
- Philothée, martyr lors de l'occupation islamique de l'Égypte en 1380
- Philoxène
- Phoebammon (Aba-Fam), le soldat, martyr d'Awsim
- Pigol, fondateur du Monastère Blanc
- Pijimi, l'anachorète, un des pères du désert
- Pisentios
- Pishay, fondateur du Monastère Rouge
- Pisora, l'évêque de Masil, martyr
- Poemen, l'un des pères du désert à Scété
- Porphyre, évêque de Gaza
- Primus, le 5e pape d'Alexandrie
- Prochorus, l'un des sept diacres
- Prophorius (Porphyrius), bouffon martyrisé par l'empereur Julien l'Apostat après un faux baptême qu'il refusa de renier[6]
- Protus et Hyacinthe, martyrs
- Psote, évêque d'Ebsay

### Q
- Qozman El-Tahawy, martyr
- Quartus, l'un des soixante-dix disciples
- Quarshenoufa (Warshenofius), martyr

### R.
- Raïs, martyr
- Rebecca et ses cinq enfants Agathon, Peter, John, Amun et Amuna
- Rhipsime, Gaiana et ses sœurs les vierges

### S

Saint Sévère

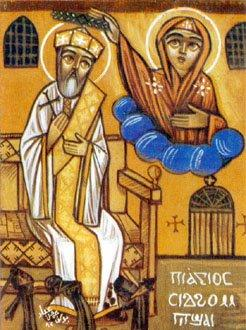
Saint Sidhom Bishay

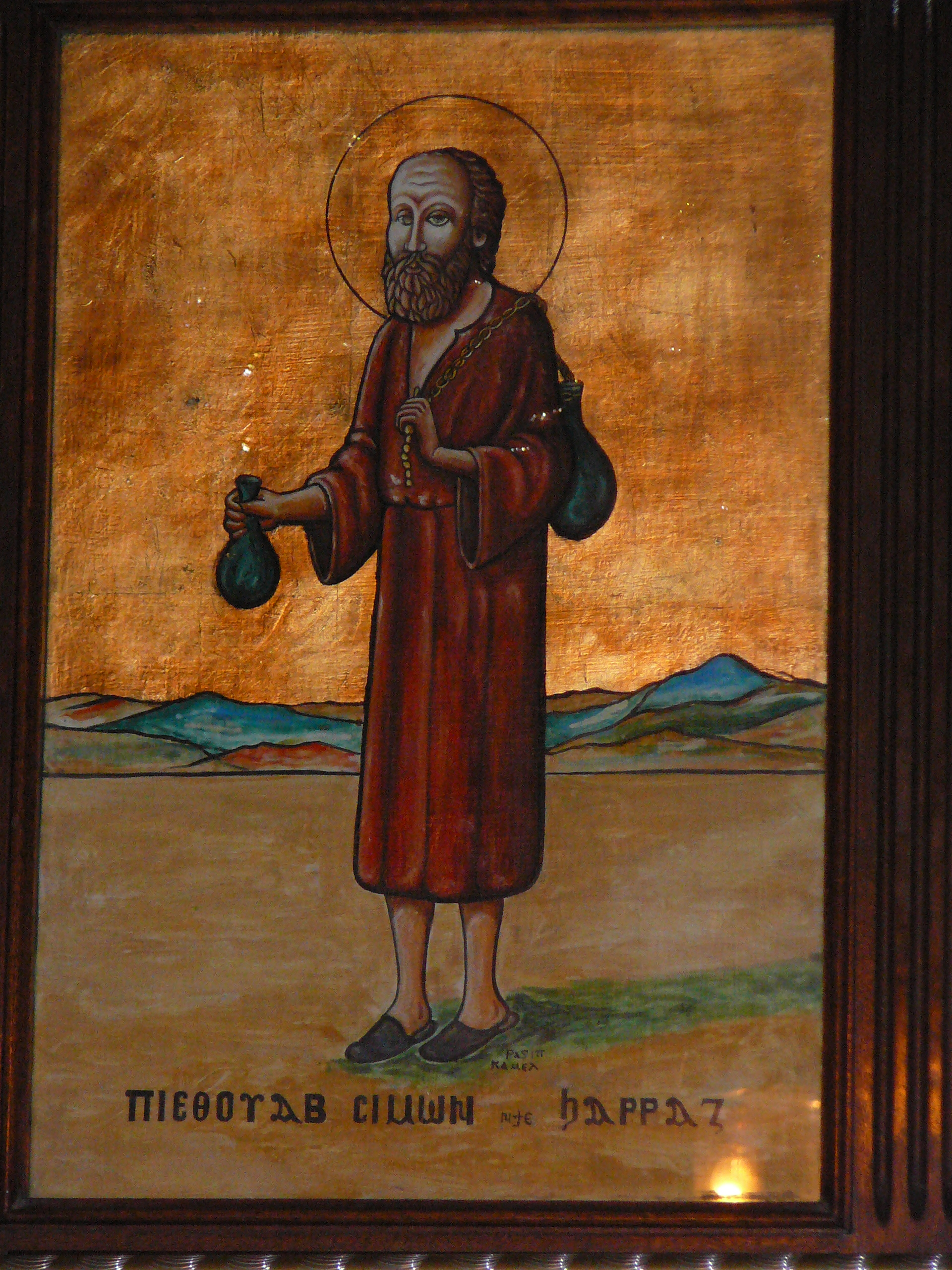
Saint-Simon

- Saint Salib, martyr pendant l'occupation islamique de l'Egypte
- Samson, l'un des juges d'Israël
- Samuel le Confesseur, abbé du monastère d'El-Qualamon
- Samuel le prophète
- Sana le soldat
- Sarah, la religieuse de Haute Egypte
- Sarah, une des Mères du Désert
- Sarah et ses deux fils, martyrs
- Sarapamon, archiprêtre du monastère Saint-Jean le Nain
- Sarapamon, évêque de Niku
- Sarapamon, le voilé, évêque d'El-Monufia
- Saveurs
- Sérapion, évêque de Thmuis, disciple de saint Antoine le Grand et de saint Athanase l'Apostolique
- Sérapion, le moine
- Serge et Bacchus, martyrs
- Sévérien, évêque de Gabala
- Sévère, évêque d'Ashmunein, historien
- Sévère, patriarche d'Antioche
- Shenouda, l'Archimandrite, abbé du Monastère Blanc
- Chenouda Ier, 55e pape d'Alexandrie
- Chenouda II, 65e pape d'Alexandrie
- Shenouda III, le 117e pape d'Alexandrie
- Sidhom Bishay, martyr pendant l'occupation islamique de l'Égypte en 1844
- Silas, l'anachorète
- Silvain de Scètes, ami de saint Macaire le Grand
- Siméon Ier, le 42e pape d'Alexandrie
- Siméon II, le 51e pape d'Alexandrie
- Siméon, de Menouf, martyr pendant l'occupation islamique de l'Égypte
- Simon, l'apôtre et martyr
- Simon, le stylite
- Simon, le tanneur, il a déplacé la montagne Mokattam
- Sina, le soldat, martyr
- Sinouti el-Bahnasa, martyr
- Sisoès le Grand, l'un des pères du désert
- Sophie d'Egypte, martyre
- Sousenyos, martyr
- Stéphanos, l'anachorète du désert du Fayoum
- Étienne, l'archidiacre, protomartyr
- Etienne, le prêtre et Niketa la martyre
- Stratios, l'anachorète
- suriel,archange

### T

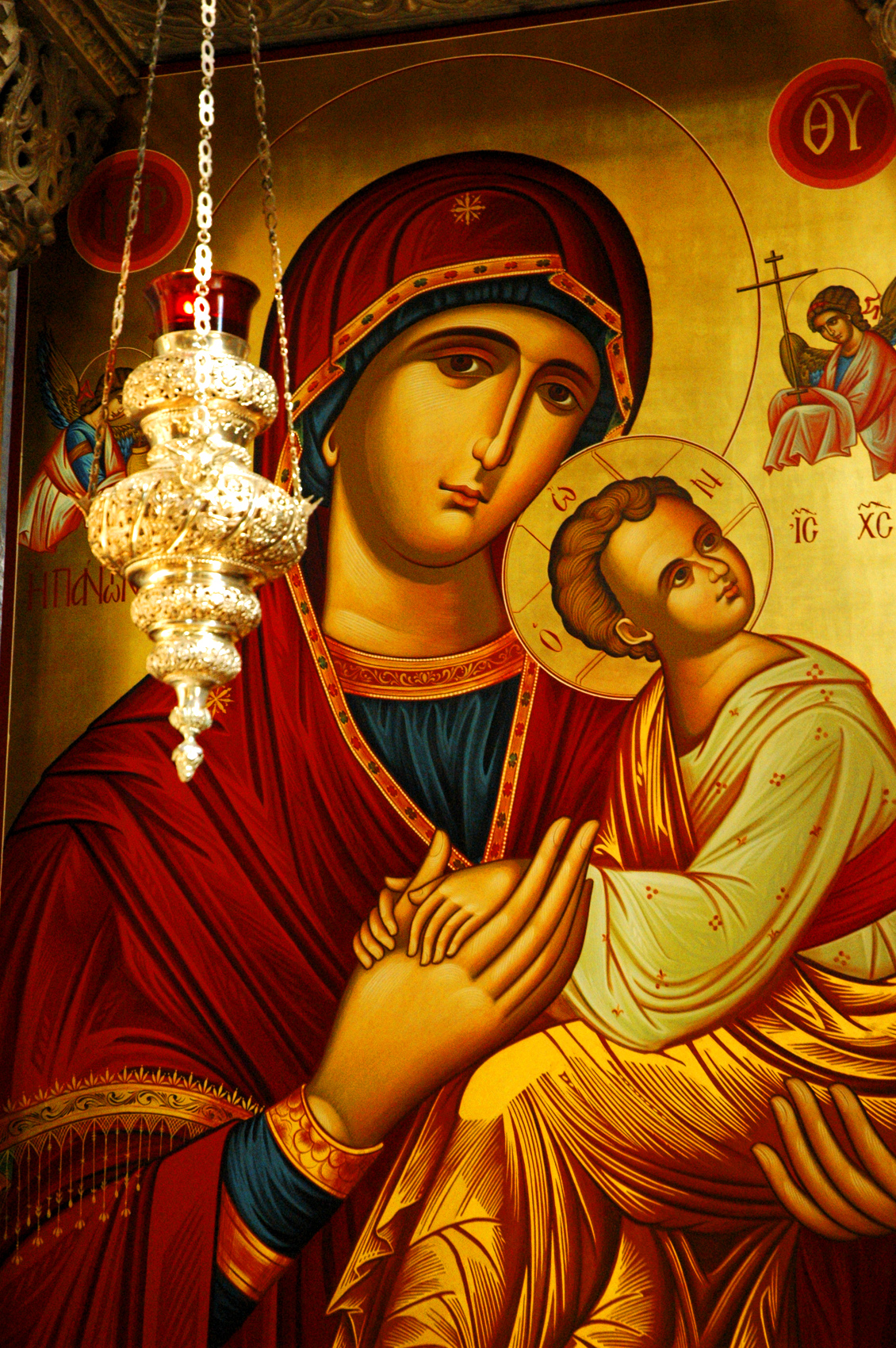
Theotokos, Sainte Marie

- Tamada et ses enfants, et Armenius et sa mère
- Tekle Haymanot, l'Éthiopien
- Thècle, la martyre
- Théoclie, martyre
- Théodora et Didyme, martyrs
- Théodora, religieuse du IVe siècle au couvent près d'Alexandrie
- Théodora, chaste vierge martyre
- Théodora, le moine
- Théodore, disciple de saint Pakhomius
- Théodore le martyr
- La Légion thébaine est une légion romaine entière composée de 6 666 hommes.
- Théodore, le prince de Mishreke
- Théodore, le prince de Shotb
- Théodoros Ier, le 45e pape d'Alexandrie
- Théodore, disciple de saint Pacôme
- Théodose Ier, le 33e pape d'Alexandrie
- Théodose II, le 79e pape d'Alexandrie
- Théognosta, la vierge
- Théonas, le 16e pape d'Alexandrie
- Théophile Ier, 23e pape d'Alexandrie
- Théophile II, 60e pape d'Alexandrie
- Théophile, moine du monastère d'Ennaton près d'Alexandrie
- Théophile, l'évêque d'Akhmim
- Théophile et sa femme, martyr du Fayoum
- Théopista, a pris sur elle de devenir religieuse et a été honorée du saint Eskeem
- Théotokos, la pure, pleine de gloire, toujours vierge, Sainte Marie, qui en vérité a donné naissance à Dieu le Logos
- Thomas, l'apôtre et martyr
- Thomas, l'anachorète de Shinshif
- Thomas, Victor et Isaac, de la ville d'Ashmunein
- Timon, l'un des sept diacres
- Timothée, l'anachorète
- Timothée, l'apôtre, évêque et martyr
- Timothée, évêque d'Ansena
- Timothée Ier, le 22e pape d'Alexandrie
- Timothée II, le 26e pape d'Alexandrie
- Timothée III, le 32e pape d'Alexandrie
- Tite, apôtre et disciple de saint Paul

### V
- Varus, le soldat et martyr
- Verena, associée à la Légion thébaine
- Véronique, jeune fille du monastère des vierges près d'Akhmim, martyre lors de l'occupation islamique de l'Égypte en 749.
- Victor, le soldat, d'Assiout, martyr
- Vizir Abu Elaala Fahd ibn Ibrahim, martyr pendant l'occupation islamique de l'Égypte

### W
- Wadamoun, premier martyr de Haute-Egypte
- Wanas, jeune diacre de Louxor, martyr
- Wissa, disciple de saint Shenouda

### Y
- Yostos El Antony, le moine silencieux
- Yostos, l'évêque et martyr
- Yousab, l'anachorète, originaire de Qift
- Yousab El Abah, le théologien, évêque de Girga et Akhmim
- Youstine, la martyre

### Z
- Zacharie, le 64e pape d'Alexandrie
- Zacharie, évêque de Sakha
- Zacharie, le moine parfait de Scètes
- Tsadok et les 128 saints qui l'accompagnaient martyrisés en Perse
- Zacharie, le prêtre et martyr
- Zacharie, l'un des douze prophètes mineurs
- Sophonie, l'un des douze prophètes mineurs
- Zosime de Palestine, anachorète du Ve siècle

## Archanges
- Michel
- Gabriel
- Raphaël
- Suriel (aussi Uriel ou Sariel)
- Sédakiel
- Sarathiel
- Ananiel

## Groupes de martyrs
- 7 martyrs sur le mont Saint-Antoine
- 12 martyrs de Naqlun
- 21 martyrs de Libye
- 49 Martyrs de Shiheet
- 150 hommes et 24 femmes d'Ansena
- 400 martyrs à Dendérah
- 3 600 martyrs d'Esna
- 6 600 soldats égyptiens de la Légion thébaine
- 8 140 martyrs à Akhmim
- 144 000 enfants de Bethléem